# Korabka
Korabka (Korab-Bzura) – dawna wieś, od 1954 północna część miasta Łowicza obejmująca swym zasięgiem tereny w widłach ulic Poznańskiej i Armii Krajowej, po północne granice miasta. Graniczy z wsią Małszyce i z osadą Parcela.

## Historia
Dawniej samodzielna miejscowość (wieś). Od 1867 w gminie Kompina; w 1879 roku liczba mieszkańców wynosiła 254. W okresie międzywojennym należała do powiatu łowickiego w woj. warszawskim. 20 października 1933 weszła w skład nowo utworzonej gromady Małszyce w granicach gminy Dąbkowice. 1 kwietnia 1939 wraz z całym powiatem łowickim przeniesiona do woj. łódzkiego.
Podczas II wojny światowej w Generalnym Gubernatorstwie, w powiecie Lowitsch w dystrykcie warszawskim. Po wojnie powróciła do powiatu łowickiego w województwie łódzkim, nadal jako składowa gromady Małszyce, jednej z 18 gromad gminy Kompina.
W związku z reorganizacją administracji wiejskiej jesienią 1954, kolonię Korab-Bzura (a także przyległe: osadę Blich, tereny wojskowe o obszarze 41 ha oraz tereny PKP o obszarze 3 ha) wyłączono z gromady Małszyce w gminie Kompina i włączono do Łowicza.